# Carcen-Ponson
Carcen-Ponson är en kommun i departementet Landes i regionen Nouvelle-Aquitaine i sydvästra Frankrike. Kommunen ligger i kantonen Tartas-Ouest som tillhör arrondissementet Dax. År 2022 hade Carcen-Ponson 631 invånare.

## Befolkningsutveckling
Antalet invånare i kommunen Carcen-Ponson
Referens:INSEE